# FC Stumbras
FC Stumbras (lit. Football Club Stumbras) – litewski klub piłkarski z siedzibą w mieście Kowno, w zachodniej części kraju, działający w latach 2013–2019.

## Historia
Klub został założony w 2013 roku. Drużyna składała się z młodych piłkarzy Nacionalinė Futbolo Akademija (wiek do 20 lat). W tymże roku zespół startował w rozgrywkach w II lidze. W debiutanckim sezonie zajął drugie miejsce w grupie południowej i awansował do I ligi. W 2014 do składu drużyny dołączyło kilka doświadczonych piłkarzy i klub uplasował się na końcowej pierwszej pozycji awansując do najwyższej ligi Mistrzostw Litwy. W 2017 roku klub wygrał w Pucharze Litwy i pierwszy raz w historii zakwalifikował się do europejskich pucharów. W wyniku problemów finansowych Strumbras oficjalnie rozwiązano w lipcu 2019 roku. Zespół z Kowna nie mógł wystąpić w europejskich pucharach, które wywalczył, ponieważ Uefa zabrała mu licencję w wyniku niejasnej sytuacji finansowej. Zastąpił go FK Žalgiris Kowno.

## A lyga
- 2019 - 8. miejsce
- 2018 - 4. miejsce
- 2017 - 7. miejsce
- 2016 - 5. miejsce
- 2015 - 7. miejsce

## Sukcesy
- Puchar Litwy:

zdobywca: 2017
finalista: 2018

### Trofea krajowe
| \| \| Zdobyte trofea w rozgrywkach Litwy (stan na: 17-01-2019) \| |                                                          |      |          |
| Rozgrywki                                                         | Osiągnięcie                                              | Razy | Sezon(y) |
| Mistrzostwo                                                       | I miejsce                                                | 0    |          |
| Mistrzostwo                                                       | II miejsce                                               | 0    |          |
| Mistrzostwo                                                       | III miejsce                                              | 0    |          |
| Mistrzostwo                                                       | 4. miejsce                                               | 1    | 2018     |
| Puchar                                                            | zdobywca                                                 | 1    | 2017     |
| Puchar                                                            | finalista                                                | 1    | 2017     |
| Puchar                                                            | 1/32 finału                                              | 1    | 2015     |
| II liga                                                           | I miejsce                                                | 1    | 2014     |
| II liga                                                           | II miejsce                                               | 0    |          |
| II liga                                                           | III miejsce                                              | 0    |          |
| Litwa                                                             | Zdobyte trofea w rozgrywkach Litwy (stan na: 17-01-2019) |      |          |

- II lyga:
  - wicemistrz (1x): 2013

## Stadion
Klub rozgrywał swoje mecze domowe na Stadionie im. S. Dariusa i S. Girėnasa w Kownie, który może pomieścić 9 500 widzów, w tym 8 248 miejsc siedzących. W roku 2005 obiekt gościł mistrzostwa Europy juniorów w lekkoatletyce, a w 2009 rozegrane zostały tutaj młodzieżowe mistrzostwa Europy w lekkoatletyce. Stadion był jedną z aren piłkarskich mistrzostw Europy U-19 w 2013 roku.

## Europejskie puchary
Legenda do wszystkich tabel:
- Q – runda eliminacyjna, 1/16, 1/8, 1/4, 1/2 – odpowiednia faza rozgrywek, Grupa – runda grupowa, 1r gr – pierwsza runda grupowa, 2r gr – druga runda grupowa, F – finał, R – runda, PO – play-off
- k. – rzuty karne, los. – losowanie, Dogr. – dogrywka, w. – zasada bramek strzelonych na wyjeździe

| Sezon   | Rozgrywki   | Runda | Klub             | Dom | Wyjazd | Ogólnie |
| ------- | ----------- | ----- | ---------------- | --- | ------ | ------- |
| 2018/19 | Liga Europy | 1Q    | Apollon Limassol | 1–0 | 0–2    | 1–2     |